# Tovor
Tovor est une commune rurale située dans le département de Zambo de la province de l'Ioba dans la région Sud-Ouest au Burkina Faso.

## Géographie
Tovor se trouve à 7 km à l'est de Zambo, à environ 35 km au sud de Dano, le chef-lieu provincial, à 35 km au sud-est de Diébougou et à 4 km à l'ouest de la frontière ghanéenne.

## Santé et éducation
Tovor accueille un centre de santé et de promotion sociale (CSPS) tandis que le centre médical avec antenne chirurgicale (CMA) le plus proche est celui de Diébougou dans la province voisine de Bougouriba.